# Anni B Sweet
Anni B Sweet, pseudonimo di Ana Fabiola López Rodríguez (Malaga, 1987), è una cantautrice spagnola.

## Carriera
Nel 2008 ha firmata per l'etichetta Subterfuge Records, con la quale ha pubblicato il suo album di debutto Start, Restart, Undo l'anno successivo. Nel 2009 si è esibita al Festival Internacional de Benicàssim ed ha intrapreso un tour in Spagna e in molti altri paesi. Nello stesso anno è stata votata Artist Sensation del 2009 da El País. Nel 2019 è stata candidata agli MTV EMA come miglior artista spagnola.

## Discografia

### Album
- 2009 - Start, Restart, Undo
- 2012 - Oh, Monsters!
- 2015 - Chasing Illusions
- 2019 - Universo por Estrenar

### Singoli
- Motorway
- La La La
- Take On Me
- At Home
- Getting Older
- Ridiculous Game 2060
- Locked In Verses